# Homoneura media
Homoneura media är en tvåvingeart som beskrevs av Miller 1977. Homoneura media ingår i släktet Homoneura och familjen lövflugor. Inga underarter finns listade i Catalogue of Life.